# Atta (Bankim)
Pour les articles homonymes, voir Atta (homonymie).
Atta est un village de la commune de Bankim situé dans la région de l'Adamaoua et le département de Mayo-Banyo au Cameroun, près de la frontière avec le Nigeria.

## Population
En 1967, Atta comptait 1 060 habitants, principalement Mambila. Lors du recensement de 2005, 1 043 personnes y ont été dénombrées.